# Душан Митић Цар
Душан Митић Цар (Ниш, 9. март 1953 — Ниш, 23. октобар 2021) био је српски фотограф, један од најпознатијих на југу Србије. Познат је по томе што је деценијама сликом бележио све важне догађаје у Нишу, од протеста 90-их, преко рок сцене, па све до Нишвила. Објавио је неколико књига и монографија.
Радио је у Народним новинара, Графиту и Вечерњим новостима, његове фотографије део су многих монографија, изложби, кампања у којима је промовисан Ниш, а за свој рад вишеструко је награђиван.

## Професионална биографија
Фотографску каријеру започео крајем седамдесетих, а стални фоторепортер постао је 1983 године. Почетак његове каријере везује се за омладински часопис Збивања, који је у Нишу почео да излази 70-их година. Занимљиво је да је Митића у Збивања довео један од тадашњих сарадника овог часописа, пошто га је запазио међу члановима нишких Извиђача, где је овај цртао карикатуре и стрипове.
Четири године касније почео је да ради за омладински недељник Графит, као фотограф и технички уредник. Радио је у Народним новинама, Вечерњим новостима и бројним другим новинама, порталима и институцијама. Упркос богатој професионалној биографији, Митић није имао ни дан радног стажа, већ је све време радио као фриленсер.
На почетку каријере био је познат по црно-белој фотографији и ретко је радио у колору. Касније никада није урадио фотографију а да је пре тога није пребацио и у црно-бело, да види како изгледа.
Књижевник Горан Станковић, иначе Царев кум, написао је његову кратку „биографију”:
| „ | Рођен 1953. да би фотографисао. Не слика свадбе и испраћаје. Преферира лајф/магнум фотографију. Неожењен. Политички неопредељен. Пије ракије без воде. Слаже се са Робертом Капом да је само објављена фотографија завршена фотографија. Воли црнобелу, једва подноси колор фотографију. Ради за различите тиражне новине. Против своје воље објавио црно-белу књигу рок фотографија Књига ритма 1991. године, затим претерано луксузну фотомонографију Ниш – град на сновима 1995, те библиофилску књигу Књига беде, у педесет и једном примерку 2001. године. О изложбама и објављеним фотографијама баш и нема евиденцију. Зато чува све негативе које је икада снимио. | ” |